# Fonte Boa (kommun)
Fonte Boa är en kommun i Brasilien.   Den ligger i delstaten Amazonas, i den nordvästra delen av landet, 2 500 km nordväst om huvudstaden Brasília. Antalet invånare är 22 659.
Följande samhällen finns i Fonte Boa:
- Fonte Boa

I omgivningarna runt Fonte Boa växer i huvudsak städsegrön lövskog. Runt Fonte Boa är det mycket glesbefolkat, med 3 invånare per kvadratkilometer.